# Motorsport Arena Oschersleben

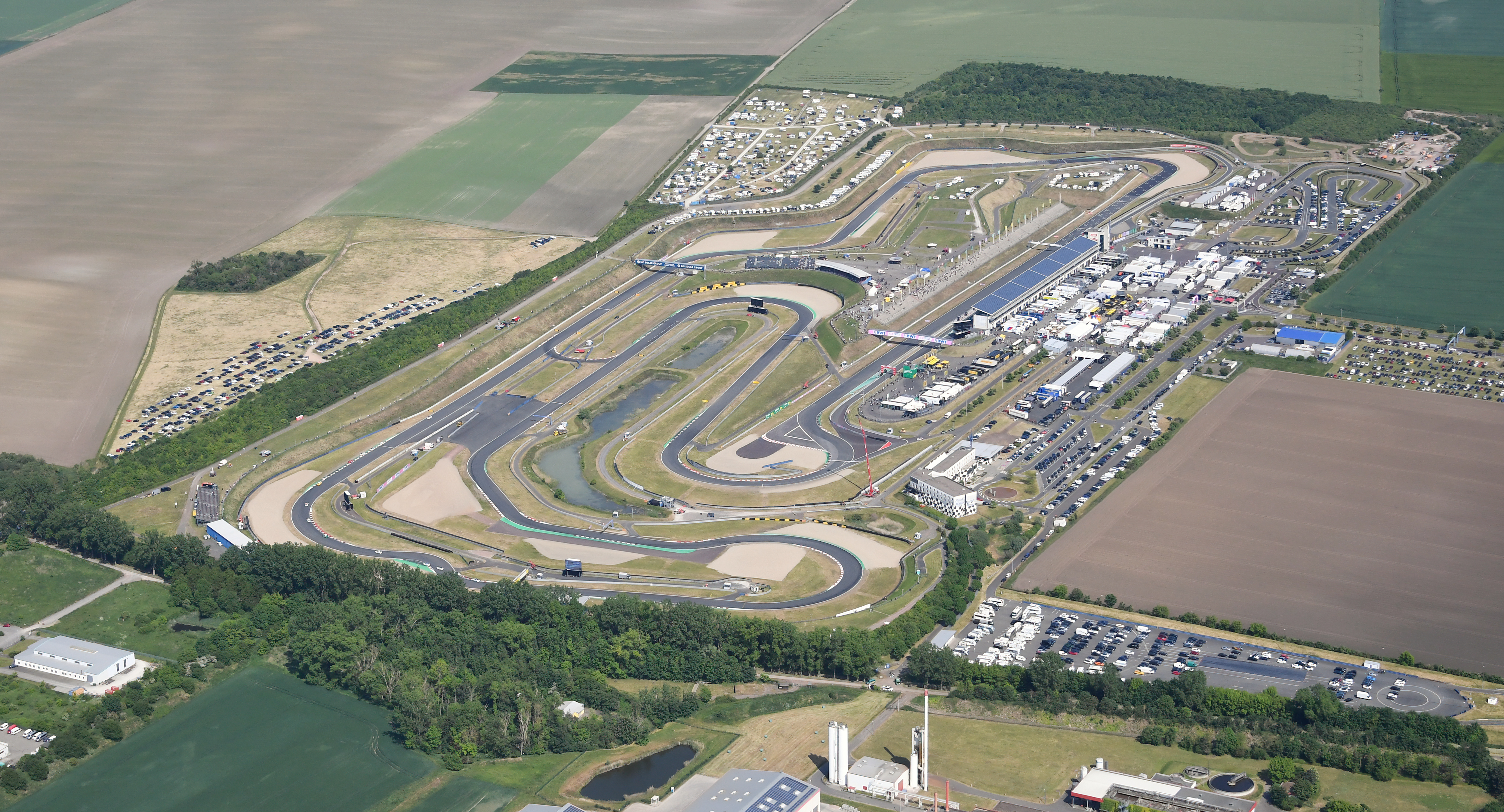
Vista aerea della Motorsport Arena Oschersleben

La Motorsport Arena Oschersleben è un autodromo tedesco situato pochi chilometri a est della città di Oschersleben, non molto distante da Magdeburgo, nel territorio che una volta apparteneva alla Repubblica Democratica Tedesca.

## Storia
Inaugurato nel 1997, a pochi anni dalla sua costruzione è già diventato uno dei più importanti circuiti automobilistici della Germania, in quanto vi si disputano gare del mondiale turismo (WTCC), del DTM (Deutsche Tourenwagen Masters) e del FIA GT. Dal 2000 al 2004 ha ospitato anche il Campionato mondiale Superbike, dal 2020 il circuito riospiterà la tappa tedesca di tale categoria.

## Il tracciato
Realizzato su un terreno pianeggiante, il suo disegno alquanto contorto ne fa un circuito piuttosto lento. Può essere suddiviso in sezioni indipendenti e l'unica modifica che ha subito è stata la riprofilatura della prima curva, trasformata in una secca curva a gomito di 90° per favorire i sorpassi nelle gare automobilistiche. Le motociclette, invece, usano ancora la configurazione originale. Ha una lunghezza di 3.667 metri (per le moto) o di 3.696 metri (per le auto) e una larghezza che va da 11 a 13 metri.